# HD178786
HD178786 — хімічно пекулярна зоря спектрального класу A0, що має видиму зоряну величину в смузі V приблизно 10,4.
Вона  розташована на відстані близько 1235,4 світлових років від Сонця.

## Пекулярний хімічний склад
Зоряна атмосфера HD178786 має підвищений вміст 
Si
.